# 티혼

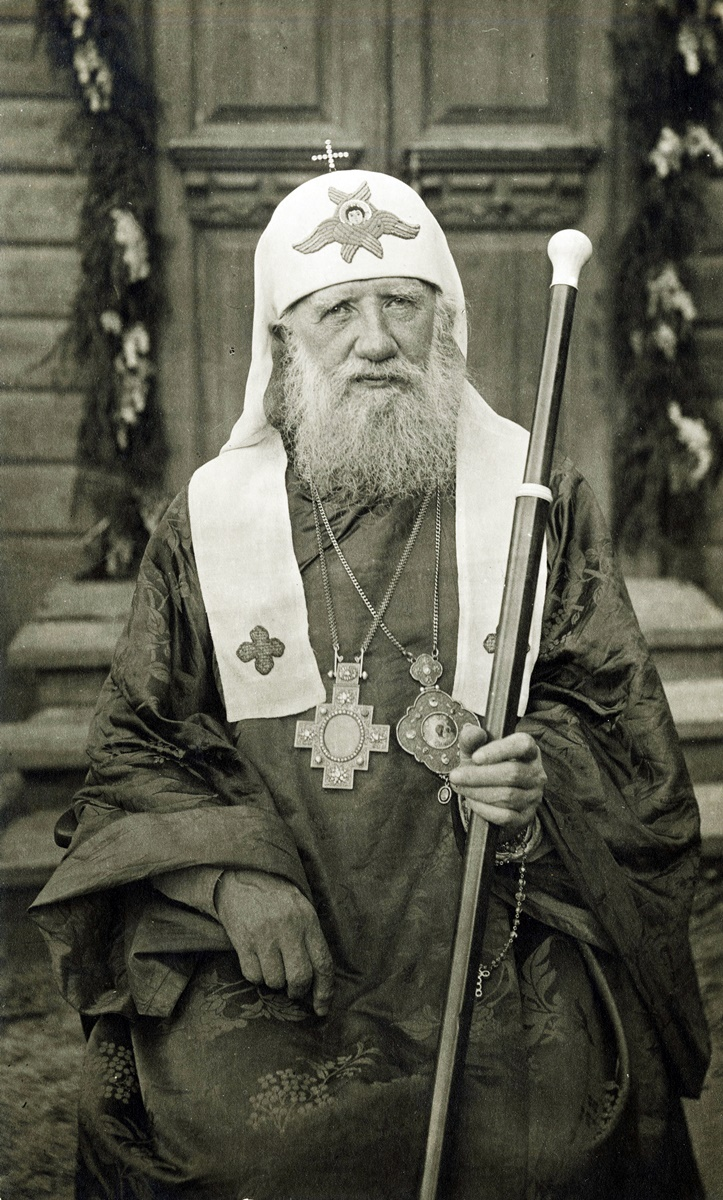

모스크바의 티혼(러시아어: Тихон Московский, 1865년 1월 31일 [OS 1월 19일] 1865년 4월 7일 [OS 3월 25일] 1925년, 본명: 바실리 이바노비치 벨라빈, 러시아어: Василий Иванович Беллавин)은 러시아 정교회(ROC)의 주교였다. 1917년 11월 5일(OS) ROC의 총회 통치 기간 약 200년 후에 모스크바와 전 러시아의 제11대 총대주교로 선출되었다. 1989년에 ROC에 의해 고해성사자로 시성되었다.

## 어린시절
1878년부터 1884년까지 벨라빈은 프스코프 신학교에서 공부했다. 1888년 23세의 나이에 평신도로서 상트페테르부르크 신학대학을 졸업했다. 그 후 그는 프스코프 신학교로 돌아와 도덕신학과 교의신학의 강사가 되었다. 1891년 26세의 나이에 수도원 서약을 했고 자돈스크의 성 티혼을 기리기 위해 티혼이라는 이름을 받았다. 티혼은 1897년 10월 19일 루블린의 주교로 임명되었다.

## 같이 보기
- 소련의 종교